# 기본소득당
기본소득당(基本所得黨, Basic Income Party)은 대한민국의 진보 정당이다.

## 역대 지도부

### 역대 당대표
| 대수   | 역대 당대표    | 직함               | 임기                            |
| ------ | -------------- | ------------------ | ------------------------------- |
| 1      | 용혜인         | 상임대표           | 2020년 1월 19일~2020년 3월 23일 |
| (임시) | 박기홍         | 권한대행           | 2020년 3월 25일~2020년 6월 5일  |
| 2      | 신지혜         | 상임대표           | 2020년 6월 5일~2022년 6월 4일   |
| (임시) | 김영길         | 권한대행           | 2022년 6월 4일~2022년 8월 31일  |
| 3      | 용혜인, 오준호 | 상임대표, 공동대표 | 2022년 9월 1일~2024년 2월 3일   |
| (임시) | 오준호         | 권한대행           | 2024년 5월 9일~2024년 6월 30일  |
| 4      | 용혜인         | 당대표             | 2024년 7월 1일~                 |

### 역대 원내대표
| 대수 | 원내대표 | 임기                            |
| ---- | -------- | ------------------------------- |
| 1    | 용혜인   | 2020년 5월 30일~2024년 5월 29일 |
| 2    | 용혜인   | 2024년 5월 30일~                |

### 1기 지도부
2020. 1. 19.~2020. 6. 5.
- 상임대표: 용혜인
- 사무총장: 박기홍

### 2기 지도부
2020. 6. 5.~2022. 6. 4.
- 상임대표: 신지혜
- 원내대표: 용혜인
- 사무총장: 박기홍→김영길

### 3기 지도부
2022. 9. 1.~2024. 2. 3.
- 상임대표: 용혜인
- 공동대표: 오준호
- 원내대표: 용혜인
- 사무총장: 문미정

### 임시 지도부
2024. 5. 9.~2024. 6. 30.
- 상임대표 권한대행: 오준호
- 원내대표: 용혜인
- 사무총장: 문미정

### 4기 지도부
2024. 7. 1.~
- 당대표: 용혜인
- 원내대표: 용혜인
- 최고위원: 신지혜, 이승석, 문미정(여성), 노서영(청년), 최승현(지명)
- 사무총장: 권은희
- 정책위원회 의장: 금민

## 역대 로고

2020년에 사용된 기본소득당 로고
2024년에 사용된 새진보연합 로고

## 주요 선거 결과

### 대통령 선거
| 연도   | 선거  | 후보자 | 득표     | 득표율         | 결과 | 당락 |
| ------ | ----- | ------ | -------- | -------------- | ---- | ---- |
| 2022년 | 20대  | 오준호 | 18,105표 | \| \| 0.05% \| | 7위  | 낙선 |
|        | 0.05% |        |          |                |      |      |

### 국회의원 선거
|  | 0% |

|  | 0% |

|  | 0% |

|  | 0% |

- 제21대 국회의원 선거에서 비례대표는 더불어시민당에 후보를 냈다.
- 제22대 국회의원 선거에서 비례대표는 더불어민주연합에 후보를 냈다.

### 지방선거
|  | 0% |

|  | 0% |

|  | 0% |

|  | 0% |